# Ludwig Otto Ehlers
Ludwig Otto Ehlers (* 1. September 1805 in Sittensen; † 3. August 1877 in Liegnitz, Niederschlesien) war ein evangelisch-lutherischer Pastor in Liegnitz, Kirchenrat und Superintendent.

## Leben

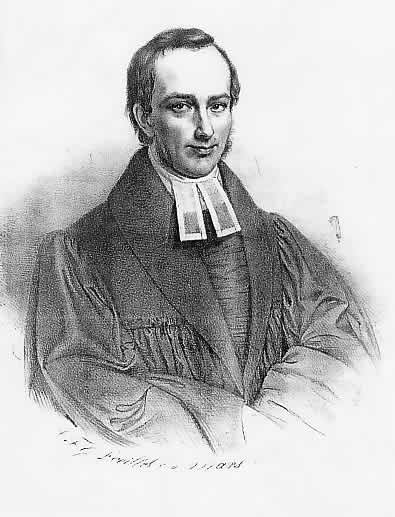
Porträt von Ludwig Otto Ehlers, gemalt von Loeillet de Mars um 1850

Ludwig Otto Ehlers wurde als Sohn des Propstes Johann Hinrich Ehlers und dessen Ehefrau Elisabeth geb. Wurmb in Sittensen geboren. Von 1820 bis September 1822 besuchte er die Gelehrtenschule des Johanneums in Hamburg, danach bis 1824 das Gymnasium Athenaeum in Stade. Hier schloss er eine enge Freundschaft mit Albert Lührs, dem späteren Superintendenten von Peine und Hauptredakteur des hannoverschen Katechismus von 1862. Ludwig Otto Ehlers studierte von Michaelis 1824 bis Ostern 1826 Theologie an der Universität in Göttingen, danach bis zum Sommersemester 1827 in Halle. Hier wurde er besonders von August Tholuck geprägt. Durch dessen Hilfe konnte er sich vom Rationalismus lösen und sich der biblischen Botschaft zuwenden. Im September 1827 kehrte Ehlers nach Sittensen zurück, um den betagten Vater zu unterstützen. Gleichzeitig wollte er sich auf das 1. Examen vorbereiten. Die Predigten müssen so aufrüttelnd, aber auch so ansprechend gewesen sein, dass die Gemeinde ihn als Hilfe und als Nachfolger seines Vaters wünschte, obwohl er das kanonische Alter (25 Jahre) noch nicht erreicht hatte. Sie stellten mehrere Anträge, sowohl an das Stader Konsistorium der lutherischen Generaldiözese Bremen-Verden, als auch an das zuständige „hohe Königliche Großbritannische-Hannoversche Cabineths-Ministerium zu Hannover“. Sie wurden sämtlich abgewiesen. Dem Stader Generalsuperintendenten Georg Alexander Ruperti waren solche Anträge verdächtig. Er verdächtigte Ehlers des Mystizismus. Auch wiederholte Rechtfertigungen konnten ihn von seiner Ablehnung nicht abbringen. Ehlers wurde die Predigterlaubnis entzogen. So war für ihn im Bereich der Landeskirche Hannovers kein Bleiben mehr.
Im Herbst 1828 verließ Ludwig Otto Ehlers Sittensen und ging nach Berlin. Um sich seinen Unterhalt zu verdienen, musste er zunächst Kinder unterrichten. Doch konnte er auch Gefangenen das Evangelium verkündigen. Hier erreichte ihn der Ruf, den nervenkranken Pastor Bartsch in Prittisch (im Posenschen) zu unterstützen. Am 8. Mai 1829 wurde Ehlers von der Gesellschaft zur Beförderung des Christentums unter den Juden berufen. Er wurde zunächst dem Missionar Händes als Gehilfe zugeteilt. Es wurden u. a. folgende Städte bzw. Ortschaften aufgesucht:
- Rawitsch, Lissa, Wollstein, Klimzig,
- Tirschtiegel, Pinne, Posen und Gleiwitz.

Die Tätigkeit wurde in Tagebüchern festgehalten. Auf Bitten der Gesellschaft bereitete sich Ehlers auf das erste Examen in Posen vor. Doch seine Predigt über Gal 2,20  „Ich lebe; aber doch nun nicht ich, sondern Christus lebt in mir. Denn was ich jetzt lebe im Fleisch, das lebe ich in dem Glauben des Sohnes Gottes, der mich geliebt hat und sich selbst für mich dargegeben“ erregte bei den rationalistischen Examinatoren solch einen Widerwillen, dass er abgewiesen wurde. Ehlers ging jetzt nach Berlin. Am 28. April 1830 bestand er dort vor der kirchlichen Behörde das 1. Examen mit der Note „Sehr gut“. Doch bedingt durch übermäßige Anstrengung musste Ehlers 1831 seine Stellung als Missionar aufgeben. Er reiste zur Genesung nach Hamburg zu seiner Mutter. „Im Sommer badete ich in der Ostsee, hielt mich den folgenden Winter 1832 in Cammin auf“, so L.O. Ehlers in seinem Lebenslauf, wie er es in seiner hebräischen Bibel niederschrieb. Hier in Cammin bei Pastor Mila bereitete er sich auf das 2. Examen vor, das er dann in Stettin mit der Note „Vorzüglich gut“ bestand. Trotz Drängens des Bischofs Carl Ritschl lehnte Ehlers es ab, den sogenannten Unionsrevers zu unterschreiben. Durch diese Ablehnung war Ehlers auch in der Evangelischen Kirche in Preußen nicht anstellungsfähig.
Ehlers begab sich dann in das Königreich Polen (Russisch-Polen) und bewarb sich bei der Evangelischen Kirche der ungeänderten Augsburgischen Konfession um eine Pfarrstelle. Am 16. Juni 1833 wählte die Gemeinde Gostynin ihn zu ihrem Pastor. Ehlers wurde am 11. August in Plock ordiniert. Die Einführung in Gostynin bereitete Schwierigkeiten. Die evangelische Kirche Polens hatte zwar die Union nicht eingeführt, doch hatte sie für bekenntnistreues Handeln kein Verständnis. So verlangte sie, er möge die Kinder aus lutherischem Elternhaus nach Luthers Katechismus, die Kinder aus reformiertem Elternhaus nach dem Heidelberger Katechismus unterrichten. Außerdem möge er den reformierten Gemeindegliedern das Abendmahl nach reformiertem Ritus reichen, d. h. mit Brot anstatt der Hostien und mit Spendeworten, die nicht nach den Einsetzungsworten bezeugen, dass die ausgeteilten Elemente der Leib und das Blut Christi sind. 
Ehlers lehnte es ab, einen Unterricht nach dem reformierten Bekenntnis zu erteilen. Dagegen erklärte er sich zunächst bereit, den reformierten Gemeindegliedern das Abendmahl nach deren Ritus zu spenden. Nach gründlicher Überlegung zog er diese Zusage zurück. Durch diese Absage kam es zu großen Auseinandersetzungen mit dem Konsistorium in Warschau. Die Kirchenleitung bestand auf ihrer Forderung, die Reformierten am Abendmahl teilnehmen zu lassen. Dieser Kampf dauerte bis Ende 1834. Ehlers hatte schon die Entlassungspapiere unterzeichnet. Dann gelangte die Angelegenheit zum Minister des Inneren, Graf Golowin. Dieser sah, dass Ehlers gar nicht anders handeln konnte, wollte er seinem Ordinationsgelübde treu bleiben. Er entschied: Falls die Gemeinde bereit sei, den Reformierten deren Anteil an den Baukosten zu erstatten, die sie seinerzeit für den Kirchbau aufgebracht haben, es keine Veranlassung gebe, Ehlers aus Gostynin zu entfernen. Hierzu war die Gemeinde freudig bereit. Es folgten jetzt segensreiche Jahre. 
Der Chronist schrieb zum 100. Gemeindejubiläum im Hausfreund im Jahre 1927: „Besonders segensreich ist für die Gemeinde die Wirksamkeit des unvergeßlichen, gottgesegneten Pastor Ehlers gewesen, der auch eifrig Judenmission getrieben hat. Nachkommen von den von ihm getauften Juden leben noch heute in der Gemeinde." Am 1. Juli 1835 heiratete er Julie Beer aus Loslau. Drei Kinder wurden dem Ehepaar geschenkt: Anna Luise, Elisabeth Maria und Johann Ludwig. Der Sohn verstarb am 26. August 1841 in Loslau. Doch das Klima in Gostynin (das Pfarrhaus war von einem großen Sumpf umgeben) zerrüttete die Gesundheit von Ludwig Otto Ehlers. Er musste Gostynin verlassen und suchte Genesung in Loslau. Er hatte die Absicht, weiterzuziehen in seine Heimat, das Königreich Hannover.
Hier, in Loslau, forderte ihn Pastor Kellner, Schwirz/Hönigern, auf, im Namen der Synodalbevollmächtigten seine Kraft der lutherischen Kirche in Preußen zu widmen. Am 14. Juni 1841 sagte Ehlers zu. Die Oberschlesischen Gemeinden wählten ihn daraufhin zu ihrem Deputierten für die Generalsynode. Am 14. Oktober 1841 wurde er als Kirchenrat in Breslau eingeführt. Bis Herbst 1842 bediente der die Gemeinden Loslau, Ratibor und Gleiwitz. Doch durch die preußischen Behörden wurde er als „Ausländer“ landesverwiesen. Seine durch die bestandenen Examen erworbene Staatsangehörigkeit ging durch seine Anstellung in Polen verloren. Am 25. Oktober 1842 verließ Ehlers mit seiner Frau und seinen beiden Töchtern Loslau, um in sein Vaterland zurückzukehren. 
Die Reise musste in Berlin unterbrochen werden, da am 11. November 1842 sein Sohn Martin geboren wurde. Ehlers wollte allein weiterreisen, doch erwirkten Freunde, dass er zunächst in Berlin bleiben konnte. Ehlers schrieb: ‚Aus Preußen verwiesen, wollte ich ins Herzogtum Bremen zurückkehren, blieb aber (ig)noriert (geduldet) in Berlin, wo ich in dem Betsaal der lutherischen Gemeinde predigte und als Gehülfe des Pastors Lasius amtierte.‘ Ende 1843 wählte die Gemeinde Liegnitz Ehlers zu ihrem Pastor. Am 12. März 1845 erhielt Ehlers die herbeigesehnte obrigkeitliche Erlaubnis, außerhalb von Berlin seinen Wohnsitz zu suchen. Am 12. März 1845 verließ er Berlin mit seiner Frau und den drei Kindern, um nach Liegnitz zu reisen.“

### In Liegnitz

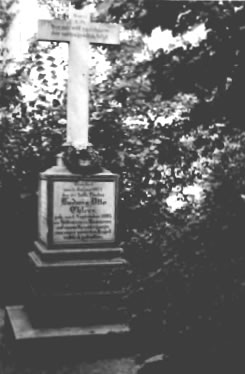
Das Ludwig Otto Ehlers-Denkmal mit folgender Inschrift: Marcus 8,34 – Wer mir nachfolgen will, der verleugne sich selbst. Hier fiel am 3. August 1877 der ev. lutherische Pastor Ludwig Otto Ehlers, geb. am 1. September 1805 zu Sittensen in Hannover, auf einem Spaziergange von einer verirrten Kugel tödlich getroffen.

Am 15. März 1845 kam Ehlers mit seiner Familie in Liegnitz an. Am 16. März, also am Palmsonntag, hielt er seine erste Predigt vor etwa 100 Besuchern. Nachdem am 23. Juli 1845 der Preußenkönig Friedrich Wilhelm IV. die Generalkonzession verfügt hatte, konnten „die von der Gemeinschaft der Evangelischen Landeskirche sich getrennt haltenden Lutheraner“ in Liegnitz daran denken, sich eine Kirche (offiziell Bethaus genannt) zu errichten. Im Jahre 1847 entstand die Kirche in der Jauer-Straße. Am 1. Januar 1849 wurde Ehlers die Herausgabe des Kirchenblatt(es) für die Evangelisch-lutherischen Gemeinen übertragen. Im August 1849 wurde er zum Superintendent ernannt. Zwei Töchter, Caroline und Mieze, und ein Sohn, Johannes Jonathan Gerhard, wurden ihm geboren. Doch auch Leid musste die Familie erfahren. Der Sohn Martin starb 20-jährig am 22. Juli 1862.
Anfang der 1860er-Jahre erschütterte ein Konflikt die jungen Gemeinden der lutherischen Kirche Preußens. Thema der Auseinandersetzung war die Frage: Ist die Kirchenleitung göttlichen oder menschlichen Rechts? Es kam zur schmerzlichen Trennung vieler Gemeinden vom Ober-Kirchen-Collegium (O.K.C.; Sitz in Breslau) der Evangelisch-Lutherischen Kirche in Preußen. Ehlers musste denen recht geben, die hier nur menschliches Recht sahen und damit in Opposition zur Kirchenleitung stehen. Er wurde am 6. März als Superintendent suspendiert. Am 19. Juni 1862 trennte er sich förmlich vom O.K.C. Die letzte Nummer des von ihm herausgegebenen Kirchenblattes erschien am 15. Juni 1861. Die Martins-Gemeinde sagte sich geschlossen vom O.K.C. los. Von 1862 bis 1866 gab er das Kirchliche Zeitblatt für lutherische Gemeinen heraus. Im Jahre 1864 erfolgte die Gründung der Immanuel-Synode, deren Senior Ehlers wurde. Dieses Seniorenamt verwaltete er bis an sein Ende.
Am 13. Januar 1877 verstarb seine Ehefrau Julie geb. Beer. Am 3. August 1877 wurde Ehlers auf dem Spaziergang zur Katzbach von einer verirrten Kugel des nahegelegenen Schießplatzes tödlich getroffen. Zu seinem Gedenken errichtete die Martinsgemeinde in Liegnitz ein Denkmal zu seinen Ehren an der Stelle, wo ihn der tödliche Schuss traf. Sein Sohn Johannes Jonathan Gerhard Ehlers wurde sein Nachfolger im Amt.
Im Handwerkermuseum Sittensen fand vom 27. Februar 2005 bis 10. April 2005 eine Ausstellung zu Ludwig Otto Ehlers statt unter dem Titel Ein Leben in seiner Zeit statt.

### Andenken in Sittensen
Im Andenken an Ehlers wurde in Sittensen das Schulgebäude in der Königshofallee nach ihm benannt. Nach dem Auszug der Orientierungsstufe im Jahre 1985 wurde das Gebäude in „Ludwig-Otto-Ehlers-Haus“ umbenannt. Es beherbergt heute neben einigen Wohnungen die Kindertagesstätte „Villa Kunterbunt“. In der ehemaligen Aula finden regelmäßig Theateraufführungen statt.